# Ircinia felix
Ircinia felix är en svampdjursart som först beskrevs av Duchassaing och Giovanni Michelotti 1864.  Ircinia felix ingår i släktet Ircinia och familjen Irciniidae.
Artens utbredningsområde är Karibiska havet. Inga underarter finns listade i Catalogue of Life.